# NGC 1081
NGC 1081 è una galassia a spirale (barrata?) situata nella costellazione dell'Eridano, a una distanza di circa 183 milioni di anni luce dalla nostra Via Lattea.

## Scoperta
La galassia è stata scoperta il 29 settembre 1886 dall'astronomo statunitense Lewis Swift.

## Descrizione
NGC 1081 ha una classe di luminosità II e presenta una larga riga a 21 cm dell'idrogeno neutro.

## Gruppo di NGC 1103
NGC 1081 fa parte di un gruppo di galassie composta da almeno quattro membri, il Gruppo di NGC 1103. Le altre due galassie del gruppo, sono IC 1853 e MCG -3-8-37.